# More Crap
More Crap is de negende aflevering van het elfde seizoen van de Amerikaanse televisieserie South Park. Deze aflevering werd op 10 oktober 2007 voor het eerst uitgezonden op Comedy Central.
De titel More Crap is een verwijzing naar ontlasting. Dit is een van de weinige afleveringen waarin de hoofdrol niet is weggelegd voor (een van de) kinderen. De aflevering draait om Randy Marsh en enkele van zijn vrienden. Stan Marsh (Randy's zoon) speelt slechts een kleine rol, en Cartman, Kenny McCormick en Kyle komen niet eens voor.

## Verhaal

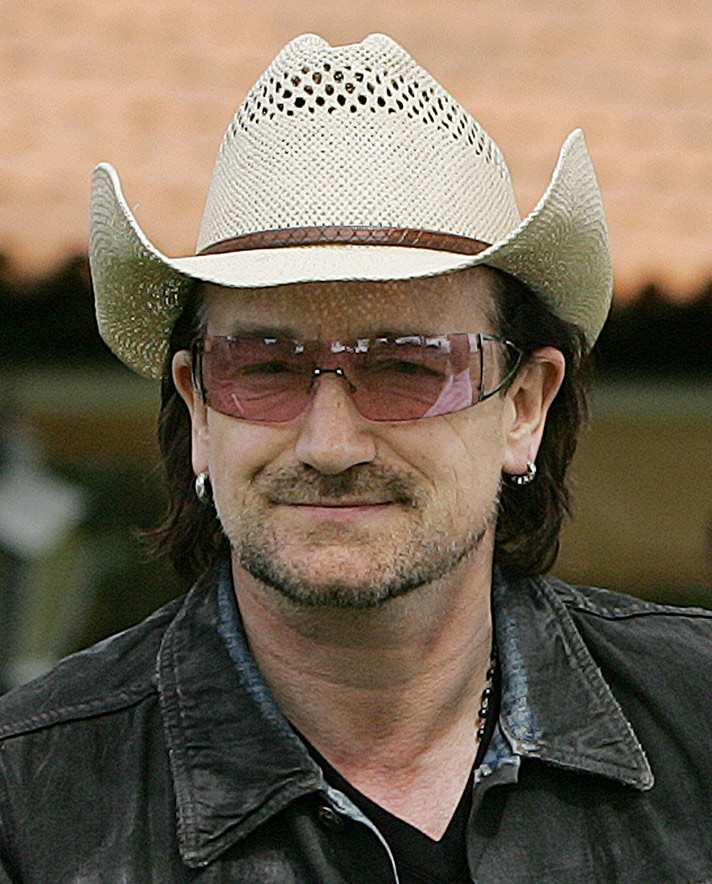
Bono met zonnebril en cowboyhoed zoals in deze aflevering

Na drie weken in constipatie te hebben gezeten poept Randy Marsh zo'n grote drol uit dat hij een held wordt wanneer hij aan zijn kameraden van het plaatselijke café zijn grote ontlasting laat zien. Hij besluit te bellen naar het Guinness Book of Records maar wordt doorverwezen naar het European Faecal Standards and Measurements Institute in Zürich. Randy's drol blijkt een gewicht te hebben van 8,6 Couric (1 Couric is 2½ pond). Daarmee is hij de nieuwe recordhouder. De organisatie neemt contact op met de vorige recordhouder, om hem te vertellen dat hij zijn record kwijt is. Dit blijkt Bono te zijn.
In een speciale ceremonie krijgt Randy – als eerste Amerikaan ooit – het record in handen. Maar de ceremonie wordt onderbroken door een video van Bono, die zegt dat hij zojuist een drol van 9,5 Couric heeft geproduceerd en dat hij dus de recordhouder blijft. Niemand heeft deze drol echter ooit gezien, behalve Bono zelf.
Randy wil het opgeven, maar zijn vrienden weten hem over te halen om te gaan trainen en zo het record weer terug te nemen van Bono. Bij een echografie blijkt zijn ontlasting al 14 Couric te wegen. Bono weet er echter voor te zorgen dat Randy van de jury zijn ontlasting moet laten gaan in Zürich. Randy's zoon Stan pleit bij Bono om zijn record op te geven ten gunste van zijn vader, maar Bono wil absoluut geen number two (Amerikaanse uitdrukking voor een grote boodschap) zijn. Bono's butler neemt Stan mee naar Zürich en vertelt hem de waarheid: Bono is niet de recordhouder, hij is het record.
Bij de recordpoging geconfronteerd met het geheim, onthult de leider van het European Faecal Standards and Measurements Institute dat hij de recordhouder is, en in 1960 Bono heeft gebaard en grootgebracht als een kind. Ook zegt de man dat zelfs als Bono's laatste record een leugen was, hij zelf nog altijd zo'n 80 Couric weegt, wat stukken meer is dan het gewicht van Randy's ontlasting. Hierna produceert Randy echter een drol van een paar meter, die een gewicht heeft dat door de wetenschappers op ruim 100 Couric geschat wordt. Randy krijgt daarop een Emmy-award in zijn drol gestoken.

## Culturele verwijzingen
- De Europese Poepstandaards en Metingen meten uitwerpselgrootte in de eenheid Couric, naar de Amerikaanse journaliste Katie Couric.
- Bono zingt enkele keren "Yeah, yeah, yeah, yeah!" en "Hello, hello!" - dit zijn allebei teksten uit het nummer Vertigo.